# Red Hill Mining Town
"Red Hill Mining Town" é uma canção da banda irlandesa U2. É a sexta faixa do álbum The Joshua Tree, de 1987. Uma versão preliminar dela foi trabalhada durante as primeiras sessões de composição do álbum The Joshua Tree, ainda em 1985. O foco da letra é a greve do Sindicato Nacional dos Mineradores no Reino Unido de 1984, que ocorreu em resposta à campanha do National Coal Board para fechar minas não lucrativas. Um videoclipe foi produzido em fevereiro de 1987, dirigido por Neil Jordan. A canção foi planejada para ser lançada como o segundo single do álbum, mas acabou sendo substituída por "I Still Haven't Found What I'm Looking For".
Uma nova mixagem da música feita pelo produtor Steve Lillywhite foi lançada como single em abril de 2017.

## Antecedentes e gravação
Em 1984, o Sindicato Nacional dos Mineradores declarou greve em resposta à decisão do Conselho Nacional Britânico de Carvão de fechar uma grande área de minas de carvão do Reino Unido, que haviam se tornado não lucrativas. O governo de Margaret Thatcher se opôs veementemente à greve. A disputa levou à discórdia civil política e social e a confrontos violentos entre piquetes sindicais e as forças policiais do Reino Unido nas áreas afetadas. Este foi um dos conflitos cívicos mais divisivos e amargos no Reino Unido no século XX, e o seu impacto social e econômico nas comunidades da classe trabalhadora da mineração de carvão foi severo no País de Gales, nas Midlands Inglesas e no Norte.
Em 1984, Bob Dylan tocou no Castelo de Slane, na Irlanda. O vocalista do U2, Bono, o entrevistou para a revista Hot Press e Dylan lhe convidou para cantar no palco com ele. O encontro confirmou para Bono, cuja “coleção de discos começou em 1976”, o quanto ele ainda tinha que aprender sobre as tradições do canto, da composição e da musicalidade. Uma amizade se desenvolveu entre os dois, com Bono mergulhando no repertório de Dylan e refazendo as conexões entre a música folk irlandesa e estadunidense. Ele também ouvia as canções trabalhistas de Bruce Springsteen. A crescente conscientização do U2 sobre as tradições folclóricas se refletiu em sua apresentação em uma homenagem ao 25.º aniversário de The Dubliners, veteranos do folk, no The Late Late Show. O U2 interpretou "Springhill Mining Disaster", de Peggy Seeger, que conta a história de um desastre de mineração na Nova Escócia.
Essas vertentes se uniram em "Red Hill Mining Town", uma versão bruta da qual foi elaborada durante as primeiras sessões de composição do álbum Joshua Tree no final de 1985. As letras de Bono focavam no estresse que a disputa causava nas famílias e em seus relacionamentos, muitos dos quais terminavam. Em particular, a inspiração veio do livro Red Hill: A Mining Community, de Tony Parker. Bono foi criticado em alguns setores por não ser politicamente específico o suficiente. No entanto, ele disse que sentia que estava mais interessado nas relações e que outros estavam mais qualificados para comentar sobre a greve em si.
Durante a gravação, Bono ficou descontente com uma tomada vocal inicial e se perguntou por que sua voz o fazia soar "como um homem rico com notas de libra enfiadas nos bolsos quando a música fala sobre desemprego". O engenheiro de áudio determinou que o efeito de reverberação da placa estéreo que havia sido adicionado aos vocais estava contribuindo para essa sensação e, como resultado, ele foi removido.
No final das contas, o U2 não ficou completamente satisfeito com o resultado final; o produtor Steve Lillywhite, que mixou a faixa, disse: "Nunca ficou do jeito que eles queriam. Eles sempre acharam que poderia ser um pouco melhor". Um dos problemas foi que o acompanhamento de metais tocado pela Arklow Silver Band foi considerado desafinado. Como resultado, Lillywhite foi instruído a aumentar a faixa do sintetizador na mixagem, pois "em 1986, ficamos muito impressionados com o fato de que era possível obter instrumentos de sopro com um som realmente bom a partir de um teclado".

### Mixagem de 2017
Para a reedição do 30.º aniversário de The Joshua Tree, em 2017, novas mixagens de várias músicas foram criadas, incluindo "Red Hill Mining Town". A mixagem da música de 2017 foi trabalhada usando trechos da gravação original; a banda e Lillywhite se comunicaram por e-mail, já que o produtor estava residindo na Indonésia. Olhando para a mixagem original, Lillywhite acreditava que foi um erro não enfatizar os metais, dizendo sobre o sintetizador: "sim, é um bom som, mas às vezes o som não é tão importante quanto o espírito". Como os metais foram gravados em apenas dois canais, Lillywhite não conseguiu fazer o Auto-Tune da gravação. Em vez disso, aumentou o volume dos instrumentos seguindo uma recomendação do guitarrista dos Rolling Stones, Keith Richards, feita 30 anos antes. Sempre que a guitarra de Richards desafinava no decorrer de uma tomada, em vez de abaixar o instrumento na mixagem e cobri-lo com um overdub, ele a aumentava para que, apesar de soar desafinada, ela "dominasse o som". Descrevendo a nova mixagem de "Red Hill Mining Town", Lillywhite disse: "a banda de metais é muito mais emotiva do que alguém tocando em um teclado".
Outras mudanças na nova mixagem foram complicadas pelo vazamento de áudio; o U2 gravou a música como uma única apresentação de estúdio, resultando no vazamento da bateria na faixa para o amplificador do baixo. O guitarrista The Edge pediu para Lillywhite aumentar o volume da guitarra na mixagem. Bono, acreditando que poderia cantar a música melhor e com mais sinceridade, disse a Lillywhite: "Odeio o cantor" e, posteriormente, regravou seus vocais para os versos. Lillywhite disse: "Na verdade, tive que combinar um Bono de 56 anos com um Bono de 26 anos e eles se misturaram bem. Fiquei muito feliz. É um som bastante poderoso".

## Lançamento cancelado e apresentações ao vivo
Um videoclipe para a canção foi produzido em fevereiro de 1987 em Londres e dirigido por Neil Jordan.
kA música foi inicialmente planejada para ser lançada como o segundo single de The Joshua Tree, mas o U2 não gostou do vídeo e Bono não conseguiu cantar as notas altas durante os ensaios da The Joshua Tree Tour. A canção foi descartada como single e "I Still Haven't Found What I'm Looking For" foi lançada em seu lugar. O baterista Larry Mullen Jr., mais tarde, a descreveu como "uma das canções perdidas" e que, embora achasse que ela tinha grande potencial, era "superproduzida e mal escrita". Embora Bono tivesse ideias claras sobre como queria que soasse durante as sessões de The Joshua Tree, Mullen lembra que o resto da banda e a equipe de produção "[não] tinham certeza de onde ele queria chegar com isso".
Durante 30 anos, foi conhecida como a única canção de The Joshua Tree que nunca fora tocada ao vivo, embora tenha sido feita a passagem de som em novembro de 1987. Em 2017, a banda deu início à The Joshua Tree Tour 2017, na qual tocou o álbum na íntegra ao vivo, incluindo "Red Hill Mining Town" pela primeira vez.

## Recepção
Bill Graham, da Hot Press, comparou a música com duas outras baladas do álbum, "I Still Haven't Found What I'm Looking For" e "Running to Stand Still", descrevendo-a como a "faixa mais confusa e literal, menos misteriosa e aberta" do álbum. Ele disse que as harmonias bloqueadas mostram a banda "se esforçando de forma muito ambiciosa e convencional para causar efeito" e comparou a música a uma "variação de 'Sailing', com um lenço, escrita para o Sindicato Nacional dos Mineiros". Descreveu a melodia, no entanto, como "inegavelmente potente e contagiante", e elogiou as boas intenções da banda ao escrever sobre as greves de mineradores. Niall Stokes disse que a canção "capturou eloquentemente [...] o sentimento de desgraça que cercou a morte das pequenas comunidades mineiras unidas".